# Salvatore Aronica
Salvatore Aronica (Palermo, Italia, 20 de enero de 1978) es un exfutbolista y entrenador italiana. Se desempeñaba como defensa. Actualmente es el entrenador del Don Carlo Misilmeri de la Eccellenza Sicilia.

## Trayectoria
Aronica comenzó su carrera en la cantera del Bagheria siciliano y pasó al primer equipo en 1994. En 1996 fue adquirido por el Juventus, donde jugó un solo partido en dos años. En julio de 1998 fue cedido a préstamo al Reggina y en el octubre del mismo año al Crotone en Serie C1, donde jugó 107 partidos, marcando su único gol como profesional.
Tras una temporada en el Ascoli, fue comprado por el Messina, con el que disputó tres temporadas en Serie A. En el 2006 volvió al Reggina.
El 1 de septiembre de 2008 fichó por el Napoli. Debutó con la camiseta azul el 14 de septiembre ante la Fiorentina (2-1 para los napolitanos). El 14 de septiembre de 2011 debutó en la Champions contra el Manchester City (1-1). Ganó la Copa Italia 2012.
El 29 de diciembre de 2012 fue adquirido por el club de su ciudad natal, el Palermo, firmando un contrato hasta el 2015. El 14 de enero de 2015 fichó por su ex club, el Reggina, que en ese entonces militaba en la Lega Pro.

## Clubes
| Club            | País   | Año       |
| --------------- | ------ | --------- |
| A. S. Bagheria  | Italia | 1994-1996 |
| Juventus F. C.  | Italia | 1996-1998 |
| Reggina Calcio  | Italia | 1998      |
| F. C. Crotone   | Italia | 1998-2002 |
| Ascoli Calcio   | Italia | 2002-2003 |
| F. C. Messina   | Italia | 2003-2006 |
| Reggina Calcio  | Italia | 2006-2008 |
| S. S. C. Napoli | Italia | 2008-2012 |
| U. S. Palermo   | Italia | 2012-2014 |
| Reggina Calcio  | Italia | 2015      |

## Palmarés

### Campeonatos nacionales
| Título      | Club            | País   | Año     |
| ----------- | --------------- | ------ | ------- |
| Serie A     | Juventus F. C.  | Italia | 1997-98 |
| Copa Italia | S. S. C. Napoli | Italia | 2011-12 |